# HD24825
HD24825 — хімічно пекулярна зоря спектрального класу B9, що має видиму зоряну величину в смузі V приблизно  6,8.
Вона  розташована на відстані близько 780,3 світлових років від Сонця.

## Пекулярний хімічний вміст
Зоряна атмосфера HD24825 має підвищений вміст 
Cr
.